# Jónás Judit
Jónás Judit (Bercel, 1964. január 8. –) Domján Edit-díjas magyar színésznő, a Magyar Köztársasági Arany Érdemkereszt és a Nemzetiségekért díj kitüntetettje.

## Életpályája
A középiskolát a budapesti Szinyei Merse Pál Gimnáziumban végezte, ahol számos versmondó versenyen való sikeres részvétele irányt mutatott a színészi pálya felé. Az egyik szavalóversenyen figyelt fel rá Gácsi Sándor szerkesztő-riporter, akinek köszönhetően a gimnáziumi évek alatt külsős munkatársként dolgozhatott a Magyar Rádiónál. Az akkoriban szükséges, úgynevezett mikrofonengedélyt Fischer Sándortól, későbbi beszédtechnika tanárától kapta meg. 1983-ban indult a Ki mit tud? vetélkedőn, ahol a vers- és prózamondás kategória győztese lett. Még abban az évben megkezdte a Színház- és Filmművészeti Főiskolát, ahol 1987-ben végzett Marton László osztályában. A főiskola elvégzése után a Pécsi Nemzeti Színházhoz került. 1987-ben a Magyar Televízió nívó díjával tüntették ki, 1992-ben pedig művészetének elismeréseként elsőként kapta meg a Domján Edit díjat. 1993-ban alapító tagja a Cinka Panna Cigány Színház Közhasznú Alapítványnak, és művészeti vezetője az alapítvány által működtetett Cinka Panna Cigány Színháznak. 2001-ben alapító tagja volt a Rádió C nevű Roma Rádiónak. Békés Andrással, a Pécsi Körzeti stúdió igazgatójával közösen találták ki a Cigánymagazin című műsort, melynek éveken át szerkesztő-műsorvezetője is volt. Később az MTV Patrin cigánymagazinjában is vállalt műsorvezetést, versmondást.
2010-ben a Magyar Köztársasági Arany Érdemkereszt elismerésben részesült. Két fiúgyermek édesanyja.

## Színpadi szerepeiből
A Színházi adattárban regisztrált bemutatóinak száma: 25.
| - Cervantes: La Mancha lovagja....Fermina, szolgáló - Molnár Ferenc: A farkas....Szakácsnő - Christopher Hampton: Veszedelmes viszonyok....Émilie - Alain Boublil–Jean-Max Rivière: A francia forradalom....Isabelle - Karinthy Ferenc: Bösendorfer....Eladó - Lope de Vega: Sevilla csillaga....Matilde - Szigligeti Ede: Liliomfi....Erzsike - Jaroslav Hašek: Svejk, egy derék katona kalandjai a hátországban....Olga Fastrová, jótékony hölgy - William Shakespeare: A velencei kalmár....Nerissa, a komorna - Sławomir Mrożek: Tangó....Ala, az unokahúg - Szabó Magda: Az a szép, fényes nap....Lány - William Shakespeare: Antonius és Kleopátra....Charmian, Kleopátra híve - Dale Wasserman–Ken Kesey: Kakukkfészek....Flinn - John-Michael Tebelak: Godspell avagy Isteni játék....Peggy - Tennessee Williams: A tetovált rózsa....Rosa Delle Rose - Paul Foster: Színezüst csehó....Pearly - Kornis Mihály: Halleluja....Cigánylány | - Albert Camus: A félreértés....Mária - Moravetz Levente–ifj. Fillár István: Noé....Nego - Madách Imre: Az ember tragédiája....Hippia, Kéjnő - Forgách András–Böhm György–Fodor Ákos: Gyere, Josephine....Josephine - Federico García Lorca: Vérnász....Anya - Schwajda György: Himnusz....Az asszony - Marton Gábor: Szépség és Szörnyeteg....Szépség - Ivan Szergejevics Turgenyev: Nihillisták....Fenyicska - Moravetz Levente: Drog....Macska - Kallós-Vargyas: Balladák földjén....Fekete asszony - Weöres Sándor: Psyché....Psyché - Szécsi Magda: Csörgőkezű, Vödörjáró, Dobhasú....Csörgőkezű - Faludy György: Villon máshogy.... - Kocsis István: A mi Jászai Marink.... |

## Önálló estjei
- Federico García Lorca: Cigányrománcok
- Fekete hangok I-XX. - Rendhagyó irodalmi pódiumest sorozat

## Rendezései
- Schwajda György: Himnusz
- Kallós-Vargyas: Balladák földjén
- Szécsi Magda: Csörgőkezű, Vödörjáró, Dobhasú

## Filmjei

### Játékfilmek
- Nyócker!....Rózi hangja (2004)
- Világszám!....Cigány nő (2004)
- Dallas Pashamende.... (2005)

### Tévéfilmek
- Bernarda Alba háza....Adéla (1987)
- Almási, avagy a másik gyilkos....Anna Belmont (1987)
- Peer Gynt.... (1988)
- Salome.... (1988)
- A verseny....Czinka Panna (1989)
- Ekkehard.... (1990)
- Tizenkilenc késszúrással.... (1991)
- Kisváros.... (1994)
- Hello Doki.... (1996)
- Született lúzer.... (2007)
- Csandra szekere....Bulóri (2016)

## Díjai, elismerései
- MTV nívó díj (1987)
- Domján Edit-díj (1992)
- Magyar Köztársasági Arany Érdemkereszt (2010)
- Nemzetiségekért díj (2019)